# 276 Adelheid
276 Adelheid è un asteroide della fascia principale del diametro medio di circa 121,6 km. Scoperto nel 1888, presenta un'orbita caratterizzata da un semiasse maggiore pari a 3,1147111 UA e da un'eccentricità di 0,0722901, inclinata di 21,64329° rispetto all'eclittica.
Appartiene alla famiglia di asteroidi Alauda. 
L'origine del suo nome è sconosciuta.